# Heinz Walter (Fußballspieler)
Heinz Walter (* 23. April 1931 in Amsdorf; † 15. November 2022) war Fußballspieler in der DDR-Oberliga. In der höchsten Spielklasse des DDR-Fußball-Verbandes spielte er für den SC Chemie Halle, mit dem er 1962 auch Pokalsieger wurde.
Walter spielte bis Ende 1960 bei der viertklassigen Betriebssportgemeinschaft (BSG) Aktivist Amsdorf in der Bezirksliga Halle. Nachdem die BSG am Saisonende aus der Bezirksliga abgestiegen war, wechselte Walter zu Beginn der Saison 1961/62, die wegen der Umstellung auf den Sommer-Frühjahr-Rhythmus über 39 Runden vom März 1961 bis zum Juni 1962 ausgetragen wurde, zum DDR-Oberligisten SC Chemie Halle. In Halle bestand Handlungsbedarf, da der bisherige Stammangreifer Werner Basel den Klub verlassen hatte. Trainer Werkmeister setzte den schon 30-jährigen Walter vom Saisonbeginn an in der Angriffsreihe des SC Chemie ein, wobei Walter keine feste Position hatte, aber meist im Innensturm aufgeboten wurde. Diese Taktik behielt auch Trainernachfolger Heinz Krügel ab Herbst 1961 bei. Lediglich eine Verletzungspause im Sommer bewirkte, dass Walter nur 33 der 39 Punktspiele bestritt. Am 10. Juni 1962 stand der SC Chemie Halle im Endspiel um den DDR-Fußballpokal. Am 3:1-Sieg über den SC Dynamo Berlin war Walter als halbrechter Stürmer beteiligt. 
In der Spielzeit 1962/63 nahm Heinz Krügel Walter in das Mittelfeld zurück, wo dieser meist auf der linken Seite spielte. Trotzdem konnte Walter weiter seine Sturmqualitäten zur Geltung bringen und wurde mit acht Meisterschaftstreffern Torschützenkönig der Hallenser. Er und Helmut Stein waren die einzigen Spieler im 19-köpfigen Aufgebot des SC Chemie, die alle 26 Punktspiele bestritten. 1963/64 musste der inzwischen 32-Jährige seinem Alter Tribut zollen und kam nur noch in sechs Oberligaspielen zum Einsatz. Am Saisonende musste der SC Chemie aus der Oberliga absteigen. Die DDR-Liga-Saison 1964/65 wurde zur letzten Spielzeit für Heinz Walter. Mit nur vier Punktspieleinsätzen war er nur peripher an der sofortigen Rückkehr der Hallenser in die Oberliga beteiligt. Nach dem gelungenen Wiederaufstieg nahm Walter Abschied vom Hochleistungsfußball und kehrte 1965 zu seiner früheren BSG Aktivist Amsdorf zurück. Dort beendete er schließlich in der viertklassigen Bezirksklasse seine Laufbahn als Fußballspieler.